# 삼각 분할 범주
호몰로지 대수학에서 삼각 분할 범주(三角分割範疇, 영어: triangulated category)는 유도 범주 및 안정 호모토피 범주와 유사한 성질을 가지는 범주이다. 이 위에 일반적인 코호몰로지 함자의 개념을 정의할 수 있다.

## 정의

### 삼각형
범주 {\displaystyle {\mathcal {C}}} 위의 자기 동치 {\displaystyle \Sigma \colon {\mathcal {C}}\to {\mathcal {C}}}가 주어졌다고 하자. {\displaystyle ({\mathcal {C}},\Sigma )} 위의 삼각형(영어: triangle)은 다음과 같은 꼴의 사상들이다.
{\displaystyle X{\xrightarrow {f}}Y{\xrightarrow {g}}Z{\xrightarrow {h}}\Sigma X}
이를 {\displaystyle (f,g,h)}로 쓰자.
{\displaystyle ({\mathcal {C}},\Sigma )} 속의 두 삼각형
{\displaystyle X{\xrightarrow {f}}Y{\xrightarrow {g}}Z{\xrightarrow {h}}\Sigma X}
{\displaystyle X'{\xrightarrow {f'}}Y'{\xrightarrow {g'}}Z'{\xrightarrow {h'}}\Sigma X'}
사이의 동형은 다음 조건을 만족시키는 동형 사상
{\displaystyle i_{X}\colon X\to X'}
{\displaystyle i_{Y}\colon Y\to Y'}
{\displaystyle i_{X}\colon Z\to Z'}
이다.
{\displaystyle f'=i_{Y}\circ f\circ i_{X}^{-1}}
{\displaystyle g'=i_{Z}\circ g\circ i_{Y}^{-1}}
{\displaystyle h'=\Sigma (i_{Z})\circ h\circ i_{Z}^{-1}}

### 삼각 분할 범주
삼각 분할 범주는 다음과 같은 데이터로 구성된다.
- {\displaystyle \operatorname {Ab} }-풍성한 범주 {\displaystyle {\mathcal {C}}}
- 자기 동치 {\displaystyle \Sigma \colon {\mathcal {C}}\to {\mathcal {C}}}
- 삼각형들로 구성된 모임. 이 모임의 원소를 특별 삼각형(영어: distinguished triangle)이라고 한다.

이 데이터는 다음과 같은 공리들을 만족시켜야 한다.
- {\displaystyle {\mathcal {C}}}는 유한 완비 범주이다. (즉, 가법 범주이다.) 이에 따라 {\displaystyle {\mathcal {C}}}는 영 대상을 갖는다.
- 임의의 대상 {\displaystyle X}에 대하여, {\displaystyle X{\xrightarrow {\operatorname {id} _{X}}}X\to 0\to \Sigma X}는 특별 삼각형이다.
- 임의의 사상 {\displaystyle f\colon X\to Y}에 대하여, {\displaystyle X{\xrightarrow {f}}Y\to Z\to \Sigma X}와 같은 꼴의 특별 삼각형이 존재한다. 이 경우 {\displaystyle Z}를 {\displaystyle f}의 사상뿔(영어: mapping cone)이라고 한다.
- 특별 삼각형과 동형인 삼각형은 특별 삼각형이다.
- 특별 삼각형 {\displaystyle X{\xrightarrow {f}}Y{\xrightarrow {g}}Z{\xrightarrow {h}}\Sigma X}이 주어졌을 때, {\displaystyle Y{\xrightarrow {g}}Z{\xrightarrow {h}}\Sigma X{\xrightarrow {\Sigma f}}Y} 및 {\displaystyle Z{\xrightarrow {h}}\Sigma X{\xrightarrow {\Sigma f}}\Sigma Y{\xrightarrow {\Sigma g}}\Sigma Z} 역시 특별 삼각형이다.
- 정팔면체 공리(영어: octahedral axiom)가 성립한다. 이에 따르면, 사상 {\displaystyle f\colon X\to Y} 및 {\displaystyle g\colon Y\to Z}가 주어졌을 때, {\displaystyle f}, {\displaystyle g}, {\displaystyle g\circ f}에 대한 세 개의 삼각뿔 {\displaystyle Z'}, {\displaystyle X'}, {\displaystyle Y'}이 주어졌을 때 이들을 짜기워 특별 삼각형 {\displaystyle Z'\to Y'\to X'\to \Sigma Z'}을 만들 수 있다. 즉, 다음과 같은 정팔면체 그림이 존재한다.
{\displaystyle {\begin{matrix}X'&&\to &&Z\\&\searrow &\scriptstyle {\mathsf {d}}&\nearrow \\\downarrow &\scriptstyle {\mathsf {c}}&Y&\scriptstyle {\mathsf {c}}&\uparrow \\&\swarrow &\scriptstyle {\mathsf {d}}&\nwarrow \\Z'&&\to &&X\end{matrix}}\qquad {\begin{matrix}X'&&\to &&Z\\&\nwarrow &\scriptstyle {\mathsf {c}}&\swarrow \\\downarrow &\scriptstyle {\mathsf {d}}&Y'&\scriptstyle {\mathsf {d}}&\uparrow \\&\nearrow &\scriptstyle {\mathsf {c}}&\searrow \\Z'&&\to &&X\end{matrix}}}

위 그림은 정팔면체의 북반구와 남반구를 분리하여 그린 것이다. 여기서
- {\displaystyle {\mathsf {c}}}는 가환 삼각형을 나타낸다.
- {\displaystyle {\mathsf {d}}}는 특별 삼각형을 나타낸다.
- {\displaystyle Z'\to X}, {\displaystyle X'\to Y}, {\displaystyle Y'\to X}, {\displaystyle X'\to Z'}은 (특별 삼각형의 셋째 변이므로) 등급이 1이다. 즉, 사실 {\displaystyle Z'\to \Sigma X}와 같은 사상이다.

이 정팔면체 그림은 다음과 같이 나타낼 수도 있다.
{\displaystyle {\begin{matrix}&&&&\scriptstyle {\mathsf {d}}\\Z'&&{\xrightarrow {\exists }}&&Y'&&{\xrightarrow {\exists }}&&X'\\&\scriptstyle {\mathsf {c}}&&\swarrow &\scriptstyle {\mathsf {d}}&\nwarrow &&\scriptstyle {\mathsf {c}}\\\|&&X&&\to &&Z&&\|\\&\nearrow &\scriptstyle {\mathsf {d}}&\searrow &\scriptstyle {\mathsf {c}}&\nearrow &\scriptstyle {\mathsf {d}}&\searrow \\Z'&&\leftarrow &&Y&&\leftarrow &&X'\end{matrix}}\qquad }
여기서 맨 위의 {\displaystyle {\mathsf {d}}}는 이 그림의 둘레를 따르는 삼각형 {\displaystyle Z'\to Y'\to X'\to \Sigma Z'}이 특별 삼각형임을 뜻한다. 이 그림에서 사각형
{\displaystyle {\begin{matrix}Y&\to &Z\\\downarrow &&\downarrow \\Z'&\to &Y'\end{matrix}}}
및
{\displaystyle {\begin{matrix}Y'&\to &X\\\downarrow &&\downarrow \\X'&\to &Y\end{matrix}}}
역시 가환 사각형을 이루어야 한다.
또한, 이 정팔각형 그림은 다음과 같이 나타낼 수도 있다.
{\displaystyle {\begin{matrix}X\\\downarrow &\searrow \\Y&\to &Z\\\downarrow &&\downarrow &\searrow \\Z'&{\overset {\exists }{\to }}&Y'&{\overset {\exists }{\to }}&X'\\&\searrow &\downarrow &&\downarrow &\searrow \\&&\Sigma X&\to &\Sigma Y&\to &\Sigma Z'\end{matrix}}}
이 그림에서는 모든 삼각형·사각형이 가환 다각형이다.

## 성질
삼각 분할 범주에서, 모든 단사 사상은 분할 단사 사상이며 모든 전사 사상은 분할 전사 사상이다.
삼각 분할 범주 위에서 코호몰로지의 개념을 정의할 수 있다.
삼각 분할 범주에서 두 특별 삼각형 {\displaystyle X\to Y\to Z\to \Sigma X} 및 {\displaystyle X'\to Y'\to Z'\to \Sigma X'} 및 처음 두 꼭짓점들 사이의 사상 {\displaystyle X\to X'}, {\displaystyle Y\to Y'}이 주어졌을 때, 다음 그림을 가환 그림으로 만드는 사상 {\displaystyle Z\to Z'}이 존재한다.
{\displaystyle {\begin{matrix}X&\to &Y&\to &Z&\to &\Sigma X\\\downarrow &&\downarrow &&{\scriptstyle \exists }\downarrow &&\downarrow \scriptstyle \Sigma \\X'&\to &Y'&\to &Z'&\to &\Sigma X'\end{matrix}}}
이 성질은 베르디에의 원래 논문에서 삼각 분할 범주의 4개의 공리 가운데 셋째(TR3)로 제시되었으나, 이후 존 피터 메이(영어: Jon Peter May)가 셋째 공리를 다른 공리들로부터 유도할 수 있음을 보였다.:41, Lemma 2.2

## 예

### 벡터 공간
체 {\displaystyle K} 위의 벡터 공간들의 범주 {\displaystyle \operatorname {Vect} _{K}} 위에 다음과 같이 삼각 분할 범주의 구조를 줄 수 있다.
- 자기 동치는 항등 함자 {\displaystyle \Sigma =\operatorname {Id} }이다.
- 특별 삼각형은 완전열 {\displaystyle U\to V\to W\to U\to V}이다.

### 아벨 범주의 유도 범주
아벨 범주 {\displaystyle {\mathcal {A}}}가 주어졌다고 하자. 그렇다면, 그 위의 호모토피 범주 {\displaystyle {\mathcal {K}}({\mathcal {A}})} (즉, 대상은 사슬 복합체, 사상은 사슬 사상의 호모토피류)는 삼각 분할 범주를 이룬다. 이 경우 특별 삼각형은 호몰로지 대수학에서의 사상뿔과 동형인 삼각형이다.
아벨 범주 {\displaystyle {\mathcal {A}}}의 호모토피 범주 {\displaystyle {\mathcal {K}}({\mathcal {A}})}의 약한 동치를 국소화하면 유도 범주 {\displaystyle \operatorname {D} ({\mathcal {A}})}를 얻는다. 이 역시 삼각 분할 범주를 이룬다. 이는 약한 동치의 국소화가 삼각 분할 구조와 호환되기 때문이다.

### 안정 호모토피 범주
스펙트럼들로 구성된 안정 호모토피 범주 역시 삼각 분할 범주를 이룬다. 자기 동치 {\displaystyle \Sigma }는 스펙트럼의 현수이다.

## 역사
장루이 베르디에가 1963년 박사 학위 논문에서 유도 범주와 함께 정의하였다. 베르디에는 유도 범주에서 등장하는 특별 삼각형들의 성질들을 공리화하여 삼각 분할 범주의 개념을 추출하였다.

## 같이 보기
- D가군

## 참고 문헌
1. 1 2  May, Jon Peter (2001년 10월 15일). “The additivity of traces in triangulated categories” (PDF). 《Advances in Mathematics》 (영어) 163: 34–73. doi:10.1006/aima.2001.1995.
2. 1 2  Verdier, Jean-Louis (1996). “Des catégories dérivées des catégories abéliennes”. 《Astérisque》 (프랑스어) (Société Mathématique de France) 239. ISSN 0303-1179. MR 1453167.

- Weibel, Charles A. (1994). 《An introduction to homological algebra》. Cambridge Studies in Advanced Mathematics (영어) 38. Cambridge University Press. doi:10.1017/CBO9781139644136. ISBN 978-0-52143500-0. MR 1269324. OCLC 36131259. Zbl 0797.18001.
- Gelfand, Sergei I.; Yuri Ivanovich Manin (1999). 《Homological algebra》 (영어). Berlin: Springer. ISBN 978-3-540-65378-3.
- Neeman, A. (2001). 《Triangulated Categories》. Annals of Mathematics Studies (영어). Princeton University Press. ISBN 978-0691086866.